# Помесни сабори
Помесни сабори (ијек. Помјесни сабори) су локални црквени сабори чије су одлуке током времена, црквеном рецепцијом, поред васељенских сабора прихваћене као аутентичан и веран израз општег хришћанског предања. 
Такви помесни сабори су: 
- Јерусалимски сабор (око 50)
- Анкирски сабор (314)
- Неокесаријски сабор (315)
- Гангрски сабор (340)
- Антиохијски сабор (341)
- Сардички сабор (343)
- Лаодикијски сабор (друга половина 4. века)
- Цариградски сабор (394)
- Картагински сабор (419)
- Цариградски сабор (536)
- Цариградски сабор (543)
- Цариградски сабор (692)
- Цариградски сабор (861)
- Цариградски сабор (867)
- Цариградски сабор (879—880)
- Цариградски сабор (1285)
- Цариградски сабор (1351)
- Цариградски сабор (1484)
- Цариградски сабор (1583)
- Јерусалимски сабор (1672)
- Цариградски сабор (1722)
- Цариградски сабор (1756)
- Цариградски сабор (1848)